# Pris au piège (film, 1945)
Pour les articles homonymes, voir Pris au piège.
Pour plus de détails, voir Fiche technique et Distribution.
Pris au piège (titre original : Cornered) est un film noir américain, en noir et blanc, réalisé par Edward Dmytryk et sorti en 1945.

## Synopsis
Laurence Gerard est un pilote canadien qui combat en France lors de la Seconde Guerre mondiale. Il y rencontre une jeune Française avec qui il se fiance, mais il est bientôt arrêté et enfermé dans un camp de prisonniers de guerre. Dénoncée aux Allemands par un certain Marcel Jarnac, membre de l'administration de Vichy, sa fiancée est exécutée. Une fois libéré, Gerard n'a plus qu'une idée en tête, se venger de Jarnac, qu'on dit officiellement mort, mais qui pourrait bien se cacher quelque part en Suisse ou en Argentine.

## Fiche technique
- Titre : Pris au piège
- Titre original : Cornered
- Réalisation : Edward Dmytryk
- Scénario : John Paxton, John Wexley et Ben Hecht (non crédité)
- Musique : Roy Webb, Paul Sawtell
- Directeur de la photographie : Harry J. Wild
- Montage : Joseph Noriega
- Direction artistique : Carroll Clark, Albert S. D'Agostino
- Décors : Darrell Silvera
- Costumes : Renié
- Maquillage : Mel Berns (en)
- Production : Adrian Scott, RKO Pictures
- Pays d'origine :  États-Unis
- Genre : Film noir
- Durée : 102 minutes
- Date de sortie :
  - États-Unis : 25 décembre 1945
  - Suède : 30 septembre 1946
  - Finlande : 25 novembre 1946
  - Portugal : 30 septembre 1947

## Distribution
- Dick Powell : Laurence Gerard
- Walter Slezak : Melchior Incza
- Micheline Cheirel : Mme Madeleine Jarnac
- Nina Vale : Señora Camargo
- Morris Carnovsky : Manuel Santana
- Edgar Barrier : DuBois
- Steven Geray : Señor Tomas Camargo
- Jack La Rue : Diego
- Gregory Gaye : Perchon
- Luther Adler : Marcel Jarnac

Acteurs non crédités :
- Ellen Corby : une hôtesse suisse
- Gino Corrado : un serveur
- Jean Del Val : M. Trabeau (premier préfet)
- Cy Kendall : un détective
- Nelson Leigh (en) : un officiel
- Louis Mercier : Etienne Rougon
- Belle Mitchell : une servante d'hôtel

## Récompenses et distinctions

### Nominations
- Saturn Award 2011 :
  - Saturn Award de la meilleure collection DVD (au sein du coffret Film Noir Classic Collection, Volume 5)